# 阮大勇
阮大勇（英語：Yuen Tai-Yung，1941年4月1日—），浙江慈溪人，著名香港藝術家、畫家、電影海報設計師、漫畫家，擅長繪畫人像。 1965年開始任職廣告公司，1975-1992年時期的香港電影海報，很多出自阮大勇之手，代表作品有《天才與白痴》、《半斤八兩》、《猛龍過江》、《死亡遊戲》、《奇謀妙計五福星》、《陰陽錯》、《龍的傳人》等，1984年黃玉郎出版的玉郎漫畫，邀其為每期玉郎漫畫編繪封面。1992年，才正式退休及移居紐西蘭。2007年7月7日承受了喪妻之痛，決定由紐西蘭回流香港生活。在家，慢慢才重拾起畫筆以解傷愁，及後再經插畫家好友周少康(Adam Chow)先生引薦下開始使用FB(臉書)，慢慢重建了一些朋友及跟粉絲多互動，後來更被邀請出席一些座談分享會，正式再次活躍於畫壇了。而他的重出江湖，深受香港年輕一輩的敬重，被媒體冠以「電影海報教父」的稱號。 
阮大勇的生平事跡曾被拍成紀錄片 - 《海報師：阮大勇的插畫藝術》，於2016年在香港戲院上映，隨後入選2017年第41屆香港國際電影節、第5屆新加坡華語電影節、第14屆西班牙維克亞洲電影節。2017年4月再次在戲院公映。2017年榮獲第36屆香港電影金像獎專業精神獎。

## 生平經歷

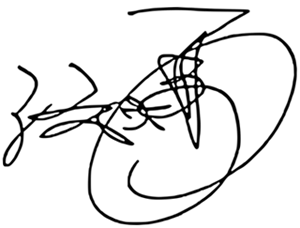
阮大勇的簽名

### 早期
二次大戰時期，阮大勇出生於中國浙江省慈谿縣觀海衛鎮（今寧波市以北），是家中的長子嫡孫，患有大近視（先天性1000度）。  解放初期，阮大勇就讀上海徐匯中學，從小喜愛繪畫，雖然學業成績並不突出，但是他的繪畫天份備受老師讚賞。初中畢業後，1957年阮大勇離開上海，以依親身份移居香港跟父母一起在北角區生活。

### 職業生涯
1957年南遷香港，家住港島區北角。阮大勇經由父親介紹，在荃灣一間紗廠任職實驗室藝徒，每天工作12小時，每天工資2元，但一天三餐在廠的飯堂吃已是1.5元，玻璃瓶可樂0.3元，所以也不可能喝2瓶，生活比艱難。由於經常填寫報告，當時採用「過底紙」，練就出其強而有力的筆風。 其後亦做過永華片場的美術部職員/佈景助理，後來任職朗文出版社，負責畫教科書內插圖，1966年加入格蘭廣告公司（Grand Advertising），任職美術部九年，在中環太子大廈上班，從草圖設計師升級至美術部主任，客戶包括文華酒店、希爾頓酒店、意大利航空等。
1975年加盟由資深傳媒人施養德開辦的Z-Productions，期間繪畫了許冠文和許冠傑兄弟的電影「天才與白痴」宣傳頭像，獲得嘉禾電影公司採納，印製成海報，懸掛於港九、新界各大電影院，備受關注。此作品亦用於許冠傑1975年同名流行音樂專輯天才與白痴的封面。 
由於作品反應良好，1976年，阮大勇向許氏兄弟自薦，繪畫了電影半斤八兩的海報。此時連續兩部喜劇電影票房大賣，海報形象深受歡迎，所以，很多電影公司紛紛邀請其繪畫電影海報，闖出名堂，開展了廣告以外的電影海報生涯。接下來，阮大勇為李小龍的唐山大兄、精武門、猛龍過江和死亡遊戲繪畫海外版海報，還有許氏兄弟的「賣身契」、「摩登保鏢」海外版、吳宇森導演的「發錢寒」、洪金寶自導自演的「贊先生與找錢華」、袁和平導演的「林世榮」、石天的「滑稽時代」和「歡樂神仙窩」等。  
阮大勇繪畫人物惟肖惟妙，風格多變，糅合了中國國畫和現代西方的視覺元素，能夠迅速捕捉電影的神髓，莊諧並重，無論在畫工、構圖、配色、字體、排版等領域皆有破格創新，奠定了其後20年香港商業電影海報的基本風格，尤其喜劇和功夫諧趣類型電影。
阮大勇後來轉投另一廣告公司 -- Malcom Glenn (J Walter Thompson 智威湯遜前身)，任職美術總監，其後於1981年獲麥嘉和黃百鳴之邀，加入金公主電影公司宣傳部，專門負責繪畫金公主旗下新藝城、永佳和萬能，以及嘉禾等電影公司的電影海報。  
1980-90年代初，阮大勇繪畫新藝城的最佳拍檔系列（五集）、「開心鬼」系列、聖誕快樂、林子祥的「鬼馬智多星」、「我愛夜來香」、「英倫琵琶」，譚詠麟「小生怕怕」、陰陽錯、許冠傑的「全家福」、「衛斯理傳奇」、洪金寶「五福星」系列、「鬼打鬼」、蕭芳芳電影「林亞珍」、成龍電影「師弟出馬」、「A計劃」、許氏兄弟的「雞同鴨講」、「新半斤八兩」、周星馳電影「一本漫畫闖天涯」、「新精武門1991」、「龍的傳人」等，直到1992年退休移民，退休前最後繪畫的海報是1993年由王晶導演，郭富城主演的電影「笑俠楚留香」，電影海報共發表作品超過200套，被香港媒體冠以「電影海報教父」的稱號。
根據1990年影藝半月刊，阮大勇1976年繪畫「半斤八兩」海報時也曾有過阻滯，初時嘉禾想將一個秤放在海報中，再分成兩截，但阮堅持自己的構想，終於獲得許冠傑的支持而勝利，這張作品亦是他所鍾愛的（許冠文和許冠傑分別在海報的兩端，而中間的放大鏡則畫上許冠英的樣子）。這款海報後來於2010年幫助「半斤八兩」電影獲選成為香港電影資料館選出「百部不可不看的電影」之一。  
根據2016年紀錄片《海報師：阮大勇的插畫藝術》中的訪問自述，阮大勇的畫室名「染墨齋」，又名「三退軒」，阮氏的藝術風格受到國畫大師李可染、黃秋園的影響甚大。

### 回流香港
2007年7月妻子病逝後，阮大勇回香港繼續創作。 2014年，阮大勇應歌手李玟和趙增熹之邀，根據「半斤八兩」海報的設計，創作「李玟X趙增熹歡樂今宵慈善演唱會」的海報。
近年繪畫李小龍，作品展出於2015《李小龍光輝75慈善原畫展》、《李小龍會》的「小龍夜宴」菜單、香港漫畫《壽星俱樂部》的李小龍水晶畫板等。  其他近作有：2015香港書展推出的「玉郎映畫珍藏號」封面、「古龍群俠傳」遊戲限量海報等。  
2015年12月初，電影文化中心於香港兆基創意書院舉辦「從阮大勇看香港電影海報的發展」座談會，阮老師作特別嘉賓應邀出席，分享多年的繪畫心得、入行故事更讓觀眾一睹其珍貴手稿和近作。

### 近況
2016年7月《海報師：阮大勇的插畫藝術》真實紀錄電影在香港電影資料館舉行試映分享會，隨後獲MovieMovie 百老匯電影中心選出參加《Life is Art 盛夏藝術祭》紀錄片節，於8月-9月期間在PMQ元創方、百老匯電影中心、中環IFC、百老匯The One放映，另獲香港藝術中心邀請參展賽馬會IFVA影像節和 Freespace Happenning 在西九文化區苗圃公園作兩場戶外放映。
2016年8月12-24日《阮大勇50年作品展》在灣仔動漫基地舉行。
2016年11月19-23日《海報師：阮大勇的插畫藝術》71分鐘加長版，在油麻地百老匯電影中心正式公映。 2017年4月8日在油麻地百老匯電影中心再次公映。
2017年4月9日，他獲得第36屆香港電影金像獎頒獎禮的專業精神獎，此獎項由許冠文頒獎。
2017年6月29日至7月23日《阮大勇 星光魅影畫展》在尖沙咀海港城美術館舉行。
2018年3月在赤柱開設人生中第一間個人畫廊,並以「海報師」作為畫廊的名字。畫廊中除了展出過往作品外，亦公開了部分原稿。亦透露開始為往後遷居赤柱作準備。
後來，阮大勇的人生有了微妙的變化，他决定跟比他年纪小31歲的女生Virginia Hui 在同年12月23日赤柱Boathouse 內註冊結婚。
及後，他倆在2019年8月5日毅然移居台中，同時也結束赤柱畫廊的門市生意，靜靜地享受倆口子的退休生活直至今日。
2022年，阮大勇因太太經常看MIRROR的影視作品而開始接觸姜濤的作品，特别是《作品的說話》音樂影片。他為此作品的内容感到震驚，因以往很少年輕歌手會以世界和平為流行曲主題，除了殿堂級歌手如約翰 . 連儂。他對姜濤的親和力、童真和毅力十分欣賞。他開始為姜濤一系列的影視作品如《作品的說話》、《Dear My Friend,》、《鏡中鏡》和《阿媽有咗第二個》進行創作，並在社交平台發佈。他打算籌辦以姜濤為主題的第三個展覧。